# Miodrag Jovanović
Miodrag Jovanović (Belgrado, 17 de janeiro de 1922 - 14 de dezembro de 2009) foi um futebolista sérvio, medalhista olímpico. 

## Carreira
Miodrag Jovanović fez parte do elenco medalha de prata, nos Jogos Olímpicos de 1948.
Ele competiu na Copa do Mundo FIFA de 1950, sediada no Brasil, na qual a seleção de seu país terminou na quinta colocação dentre os treze participantes.